# Жалгизапан
Жалгизапа́н (каз. Жалғызапан) — село у складі Курмангазинського району Атирауської області Казахстану. Входить до складу Суюндуцького сільського округу.
У радянські часи село називалось Жанзапан.
Населення — 374 особи (2021; 573 у 2009, 545 у 1999, 513 у 1989).